# Das Theater an der Effingerstrasse
Das Theater an der Effingerstrasse (Eigenschreibweise: DAS THEATER AN DER EFFINGERSTRASSE) ist ein Sprechtheater in der Schweizer Bundesstadt Bern.

## Geschichte
Mit einer Bühnenfassung von Irmgard Keuns Roman Das kunstseidene Mädchen eröffnete das Theater an der Effingerstrasse 1996 seine erste Spielzeit, nachdem im selben Jahr das Atelier Theater nach 45-jährigem Bestehen seine Pforten schliessen musste und von Markus Keller und Ernst Gosteli unter neuem Namen weitergeführt wurde. Das Theater verfügt über kein festes Ensemble, auf die Bühne kommen jährlich neun Eigenproduktionen mit eigens hierzu verpflichteten Schauspielern, dazu Gastspiele in- und ausländischer Gruppen im En-suite-Betrieb.
Das Theater wird von mehreren Stellen bezuschusst, unter anderem von der Stadt Bern, finanziert sich aber zum grössten Teil durch eigene Einnahmen. Es befindet sich in der Effingerstrasse 14, auf zwei Stockwerken eines 1951 erbauten Mehrzweckgebäudes. Im Theatersaal (1. UG)  finden circa 160 Zuschauer Platz. Im zweiten Untergeschoss befindet sich die Theaterbar.
2015 zog sich Ernst Gosteli aus der Leitung des Theaters zurück.
Mit Beginn der Spielzeit 2020/21 übergibt Markus Keller die künstlerische Leitung an Alexander Kratzer, der das Haus für zwei Spielzeiten leitete.
Seit der Spielzeit 2022/23 ist Christiane Wagner, die langjährige Dramaturgin des Hauses, Künstlerische Leiterin.

## Inszenierungen
Das Theater an der Effingerstrasse entwickelte sich als Uraufführungsbühne von Romanadaptionen des Schriftstellers Lukas Hartmann. Hier wurden Die Frau im Pelz, Die Tochter des Jägers, Die Deutsche im Dorf und Ein Bild von Lydia uraufgeführt.
Durch die Geschichte des Hauses ist das Theater an der Effingerstrasse mit Friedrich Dürrenmatt verbunden. Der grosse Schweizer Schriftsteller inszenierte 1959 eine eigene Fassung von Der Besuch der alten Dame auf der Bühne des Theaters.
Zahlreiche Schweizer Erstaufführungen, darunter Terror von Ferdinand von Schirach, Bella Figura von Yasmina Reza, Switzerland von Joanna Murray-Smith.
Stücke, die zur Aufführung kamen, waren unter anderem Patrick Süskinds Monolog Der Kontrabass mit Hubert Kronlachner, Draußen vor der Tür von Wolfgang Borchert, Kunst von Yasmina Reza, Peter Shaffers Drama Amadeus, Biografie: Ein Spiel von Max Frisch oder Jean-Paul Sartres Geschlossene Gesellschaft. Zum 20-jährigen Bestehen gab es 2016 eine Neuinszenierung von Irmgard Keuns Kunstseidenem Mädchen.

## Auszeichnungen
- 2000: Kulturpreis der Kulturstiftung Armand von Ernst Banquiers[2]
- 2006: Kulturpreis der Burgergemeinde Bern[1]